# M167 발칸
M167 발칸(영어: M167 Vulcan Air Defense System; VADS)는 미국에서 개발된 견인형 대공포이다. 전방지역의 전투 요소와 후방지역의 중요 자산을 보호하도록 설계된 방공 무기체계이다.

## 역사
발칸은 1953년 F-104 전투기에 시험 발사한 M61 발칸이 처음 사용되었다. 한때 전투기에 장착하지 않은 때가 있었지만 1960년대 이후 대부분의 미국 전투기에 탑재하는 표준 화기가 되었다. 이후 미 육군에서 저고도로 침투하는 항공기에 대응하기 위해 개조해서 1965년 실용화됐다.
M167은 비행장을 보호하는데 사용되었고 경무장한 지상 목표물에도 효과적이었다. 1994년부터 AN/TWQ-1 어벤저로, 2005년에는 팰렁스 CIWS로 대체되어 미국에서는 모두 퇴역했지만 다른 국가에서는 여전히 사용 중이다.

## 한국

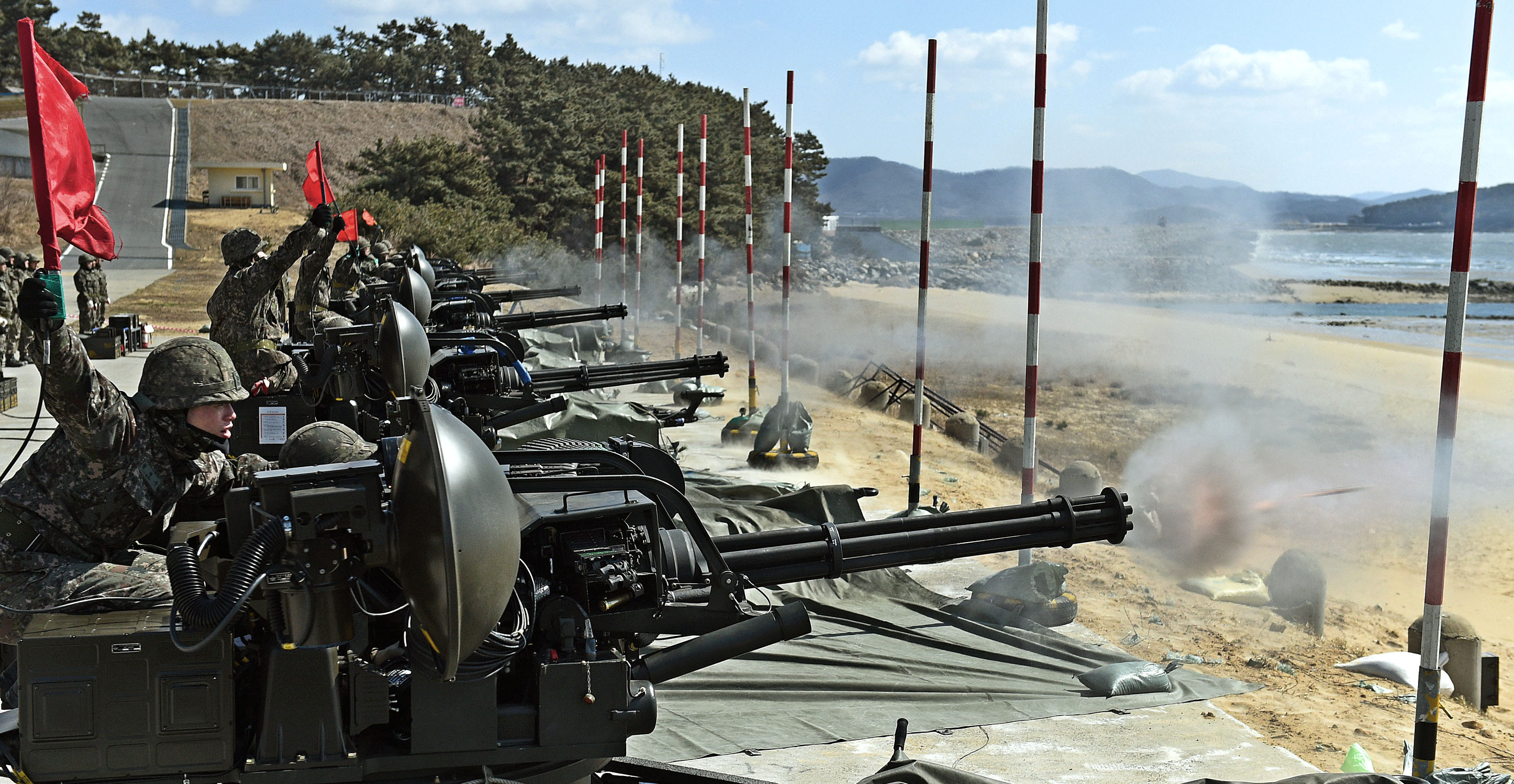
발칸을 사격하는 제1방공여단 소속 장병들

한국에서는 육군, 공군, 해병대에서 개량형인 KM167A3을 사용하고 있다. 한국군은 1973년에 도입하여 야전배치와 동시에 국방과학연구소에서 국산화 사업을 추진했다. 1973년 M168포열 결합체를 역설계하는 것을 시작으로 차량 탑재용, 고정 진지용 포가 결합체를 제작하는 등 1977년까지 4단계에 걸쳐 개발됐다. 1981년부터는 레이더를 장착하여 명중률을 높이고 고장 빈도를 줄인 국산 M167A1이 등장한다.
하지만 이는 탑재 차량이 단륜이라 이동 시 전복되는 사례가 발생하여 1983년부터 탑재 차량 좌우 차축을 장축으로 교체, 복륜화해 안정성과 기동성을 높였고 이때 미 군사원조로 들어온 M167도 국산 M167A1으로 개량하면서 사격통제장치를 전자식·IC 방식으로 개량했다.
1983년부터 1988년에는 K300 차량에 탑재한 M167과 견인발칸 일부를 K200 장갑차에 탑재한 K263 자주발칸을 육군 기계화부대에 배치해 자체 대공방어망 전력으로 운용하기 시작했다. 2001년에는 레이더 성능을 개량하고 사거리를 연장한 KM167A3을 개발해 현재까지 운용하고 있으며 KM167A3은 열영상 야간 조준기가 장착되어 있다.

## 사용 국가
- 대한민국
- 일본
- 이집트
- 보츠와나
- 수단
- 예멘
- 태국
- 우루과이
- 온두라스

## 같이 보기
- M61 벌컨
- 팰렁스 CIWS